# اریک اسپولسترا
اریک اسپولسترا (انگلیسی: Erik Spoelstra، زاده ۱ نوامبر ۱۹۷۰) مربی بسکتبال اهل ایالات متحده آمریکا است.
وی مربی‌گری را به عنوان دستیار در سال ۱۹۹۷ در تیم میامی هیت شروع کرده و در سال ۲۰۰۸ به عنوان سرمربی این تیم انتخاب شده است.